# ウラディーミル・レビコフ
ヴラディーミル・イヴァノヴィチ・レビコフ（ロシア語: Владимир Иванович Ребиков ; Vladimir Ivanovich Rebikov, 1866年5月31日 クラスノヤルスク — 1920年10月1日 ヤルタ）はロシアの作曲家・ピアニスト。その姉妹もピアニストであった。

## 略歴
母親の手ほどきでピアノを始める。モスクワ大学哲学科を卒業。モスクワ音楽院にも学び、チャイコフスキー門下のクレノーフスキーに師事。その後は3年間ベルリンとウィーンに過ごし、マイヤーベルガーに音楽理論を、ヤッシュに楽器法を、ミュラーにピアノを師事した。ロシア帝国の各地で教育・演奏活動に携わり、モスクワ、オデッサ、キシネフのほかに、プラハやフィレンツェ、パリにも行った。西欧ではクロード・ドビュッシーやオスカル・ネドバル、ズデニェク・ネイェドリーらと知り合う。1909年以降はヤルタに定住した。

## 作風
初期作品はチャイコフスキーの影響を示している。抒情的なピアノ小品集（組曲、連作、アルバム）のほか、児童向けの合唱曲や童謡を手懸けた。声楽曲集のひとつは、イヴァン・クルィロフに倣って『顔の寓話』と題されている。また、『クルィロフの寓話』（1901年ごろ）という舞台作品もある。すべての作品の中では児童用の音楽が名高い。全音音階に対するロシア人の好みを引き延ばし、組曲『夢』（仏語：Les Rêves）（1899年）に含まれる〈いたずらっ子が遊ぶ（Les demons s'amusent）〉ではそれを駆使している。
後年では、属7和音や属9和音の多用、解決されないカデンツ、複調性、空4度や空5度への依拠など、新しい進歩的な和声法を利用した。斬新な音楽形態も実験しており、ピアノ曲集『音楽道化芝居』 (Mélomimiques) 作品10（1898年）や Rythmodéclamations では、音楽とパントマイムを結び付け、メロデクラメーションという朗誦的な旋律様式を追究した。

舞台作品には、『クリスマスツリー』 (Ёлка) など10曲以上の歌劇や、2つのバレエ音楽も含まれている。 
3つの小品は、アンサンブルにもなっている。

## 作品

### オペラ
- 『嵐の中』（В грозу）作品5（ヴラディーミル・コロレンコ原作、初演：1894年 オデッサ）
- 『深淵』（Бездна）（レオニード・アンドレーエフ原作、1907年）
- 『匕首を持った女』（Женщина с кинжалом）（アルトゥル・シュニッツラー原作、1910年）
- 『貴族の一味』（Дворянское Гнездо）作品55（ツルゲーネフ原作、1916年）
- 『クリスマスツリー（Ёлка）』（フョードル・ドストエフスキー、ハンス・クリスチャン・アンデルセン、ハーバート・ハウプトマン原作、1903年作曲、1990年初演）